# Podagrion fulvipes
Podagrion fulvipes is een vliesvleugelig insect uit de familie Torymidae. De wetenschappelijke naam is voor het eerst geldig gepubliceerd in 1868 door Holmgren.